# Cetronia
 (août 2025).
Cetronia est une census-designated place située dans le comté de Lehigh, dans l’État de Pennsylvanie, aux États-Unis. Lors du recensement de 2020, elle compte 2 421 habitants.